# Liste mit Braunschweig verbundener Personen
Folgende Personen wurden zwar nicht in Braunschweig geboren, sind aber durch ihr Wirken mit der Stadt verbunden.
Siehe auch:
- Liste von Söhnen und Töchtern der Stadt Braunschweig
- Liste der Ehrenbürger von Braunschweig
- Bürgermedaille der Stadt Braunschweig (mit Liste der mit der Medaille Ausgezeichneten)

## A
- Leopold August Abel (* 24. März 1718 in Köthen; † 25. August 1794 in Ludwigslust), Geiger und Komponist, Konzertmeister im Braunschweiger Hoforchester
- Franz Abt (* 22. Dezember 1819 in Eilenburg; † 31. März 1885 in Wiesbaden), Komponist und über 30 Jahre lang Hof-Kapellmeister in Braunschweig
- Gert Adriani (* 12. Januar 1908 in Vlotho; † 2. März 1989 in Göttingen), Kunsthistoriker, von 1958 bis 1970 Direktor des Herzog Anton Ulrich-Museums
- Heinrich Ahlburg (* 20. August 1816 in Oker (Goslar); † 23. Februar 1874 in Braunschweig), braunschweigischer Baubeamter, Architekt und Hochschullehrer am Collegium Carolinum
- Horst-Udo Ahlers (* 22. Juli 1939 in Oldenburg), 1994–2004 Polizeipräsident von Braunschweig
- Anton Konrad Friedrich Ahrens (1747–1811),  Mitarbeiter am herzoglichen Kunst- und Naturalienkabinett, Vorläufer des heutigen Herzog Anton Ulrich-Museums und des Naturhistorischen Museums in Braunschweig
- Friedrich Alpers (* 25. März 1901 in Sonnenberg; † 3. September 1944 bei Mons, Belgien), NSDAP-Minister des Freistaates Braunschweig, Gaujägermeister des Jagdgaus Braunschweig
- Johann Ernst von Alvensleben (* 6. August 1758 in Erxleben; † 27. September 1827 ebenda), Landesminister (Braunschweig)
- Georg Althaus (* 22. April 1898 in Mamba, Deutsch-Ostafrika; † 5. März 1974 in Braunschweig), evangelisch-lutherischer Theologe und Gegner des Nationalsozialismus
- Hans Alvesen (3. April 1943 in Góra), Künstler
- Ernst Amme (* 11. Januar 1863 in Uetze; † 20. Dezember 1930 in Mukden/China), Maschinenbauingenieur und Industrieller, Mitbegründer der Braunschweiger Mühlenbauanstalt „Amme, Giesecke und Konegen“ (seit 1925 MIAG)
- Philipp August von Amsberg (* 17. Juli 1788 in Kavelstorf bei Rostock; † 9. Juli 1871 in Bad Harzburg), federführend bei der Errichtung der ersten deutschen Staatseisenbahn, der Herzoglich Braunschweigischen Staatseisenbahn, ab 1850 deren Generaldirektor
- Anton Ulrich von Braunschweig-Wolfenbüttel (* 4. Oktober 1633 in Hitzacker; † 27. März 1714 in Salzdahlum), Fürst von Braunschweig-Wolfenbüttel, Förderer von Kunst und Kultur in Braunschweig
- Otto Antrick (* 24. November 1858 in Landsberg an der Warthe; † 7. Juli 1924 in Braunschweig), Industrieller und Politiker (SPD)
- Siegmund Jakob Apinus (* 7. Juni 1693 in Hersbruck; † 24. März 1732 in Braunschweig), Philologe und Lehrer an der Aegidienschule
- Daniel Archinard (* 8. September 1698 in Genf; † 29. Dezember 1755 in Braunschweig), Prediger und Pfarrer, der nach 1745 der Hugenotten-Kolonie in Braunschweig diente
- Johann Arndt (* 27. Dezember 1555 in Edderitz oder Ballenstedt; † 11. Mai 1621 in Celle), Theologe, von 1599 bis 1609 Prediger an der Martinikirche
- Elmar Arnhold (* 29. August 1964 in Nieheim), Architekturhistoriker und Sachbuchautor
- Otto Arnholz (* 12. April 1894 in Berlin; † 7. Oktober 1988 in Braunschweig), Verwaltungsbeamter und SPD-Politiker, in der Zeit des Nationalsozialismus Aberkennung des Beamtenstatus'
- Gerhard Auer (* 8. Mai 1938 in Ludwigshafen), Architekt und von 1980 bis 2003 Hochschullehrer an der TU Braunschweig

## B
- Wilhelm Friedemann Bach (* 22. November 1710 in Weimar; † 1. Juli 1784 in Berlin), Komponist und Organist, lebte von 1770 bis 1774 in Braunschweig
- Tina Bachmann (* 1. August 1978), Hockeyspielerin und Olympiasiegerin
- Eberhard Baring (* 6. Dezember 1608 in Lübeck; † 6. März 1659 in Hannover), lutherischer Theologe, Pädagoge und Polyhistor
- Scooter Barry (* 13. August 1966 in San Francisco, USA), ehemaliger deutsch-amerikanischer Basketballspieler bei der SG Braunschweig
- August Christian Bartels (* 9. Dezember 1749 in Harderode; † 16. Dezember 1826 in Wolfenbüttel), lutherischer Theologe und hoher Kirchenbeamter in Braunschweig
- Fritz Bauer (* 16. Juli 1903 in Stuttgart; † 1. Juli 1968 in Frankfurt am Main), Richter und Staatsanwalt, von 1949 bis 1956 zunächst Landgerichtsdirektor, dann Generalstaatsanwalt in Braunschweig
- Johann Georg Beck (* 24. April 1676 in Augsburg; † 7. August 1722 in Braunschweig), Kupferstecher, lebte und wirkte in Braunschweig von 1706 bis 1722
- Ilse Becker-Döring (* 15. September 1912 in Frankfurt am Main; † 5. April 2004), Ratsherrin und von 1966 bis 1972 Erste Bürgermeisterin der Stadt Braunschweig
- Reinhard Bein (* 1941 in Guben), Historiker, Gymnasiallehrer und Sachbuchautor
- Franziska Bennemann (* 30. Mai 1905 in Hermsdorf [bei Ruhland]/Provinz Brandenburg; † 26. August 1986 in Braunschweig), Politikerin (SPD)
- Oswald Berkhan (* 19. März 1834 in Blankenburg im Harz; † 15. Februar 1917 in Braunschweig), Mediziner. Mitbegründer der Neu-Erkeröder Anstalten für Kranke und Behinderte und Reformator des Sonderschulwesens
- Friedrich Berndt (* 26. Mai 1903 in Bessingen; † 4. April 1983 in Braunschweig), braunschweigischer Kirchenbaurat, Architekt und Hochschullehrer an der TU Braunschweig
- Rudolf Berndt (* 27. Juli 1910 in Cremlingen; † 2. Juni 1987 in Weddel), Ornithologe und Naturschützer
- Johann Georg Bertram (* 10. September 1670 in Lüneburg; † 2. August 1728 in Braunschweig), lutherischer Theologe und Landeshistoriker, Pastor an St. Martini
- Werner Bertram (* 26. April 1835 in Ottenstein; † 1. Dezember 1899 in Braunschweig), lutherischer Theologe, Pastor an St. Katharinen, Braunschweiger Superintendent und Botaniker
- Otto Beseler (* 12. Mai 1841 in Schleswig; † 20. Juli 1915 in Braunschweig), Landwirt und Pflanzenzüchter
- Johannes Beste (* 22. Mai 1852 in Wolfenbüttel; † 13. April 1928 in Braunschweig), evangelisch-lutherischer Theologe, Pfarrer und Kirchenhistoriker
- Wilhelm Beste (* 6. April 1817 in Wolfenbüttel; † 13. Juni 1889 in Braunschweig), evangelisch-lutherischer Theologe und Pfarrer
- Gerd Biegel (* 26. Mai 1947 in Mannheim), Historiker, Leiter des Braunschweigischen Landesmuseums 1986 bis 2008 und seit 2008 des Instituts für Braunschweigische Regionalgeschichte
- Otto Bieligk (* 16. März 1897 in Züllichau, Brandenburg; † 14. August 1964), Ingenieur und Hochschullehrer an der TH Braunschweig
- Bert Bilzer (* 13. August 1913 in Bautzen; † 16. Dezember 1980 in Braunschweig), Kunsthistoriker und von 1953 bis 1977 Direktor des Städtischen Museums Braunschweig
- Erwin Blasius (* 7. Oktober 1870 in Blankenburg; † 4. November 1959 in Bad Gandersheim), Jurist und Kreisdirektor des Landkreises Helmstedt
- Johann Heinrich Blasius (* 7. Oktober 1809 in Nümbrecht-Eckenbach; † 26. Mai 1870 in Braunschweig), Begründer des Botanischen Gartens Braunschweig
- Arthur Blaustein (* 4. September 1878 in Stolp, Hinterpommern; † 30. April 1942 in Baden-Baden), Jurist, Nationalökonom und Hochschullehrer; arbeitete beim Verband für das kaufmännische Bildungswesen in Braunschweig
- Hermann Blenk (* 9. Dezember 1901 in Bad Hersfeld; † 6. Oktober 1995 in Braunschweig), Physiker, Luftfahrtingenieur und Hochschullehrer. Er war u. a. Präsident der Deutschen Forschungsanstalt für Luftfahrt (DFL) in Braunschweig.
- Hermann Bruno Otto Blumenau (* 26. Dezember 1819 in Hasselfelde/Harz; † 30. Oktober 1899), Gründer der Stadt Blumenau
- Wilhelm von Bode (* 10. Dezember 1845 in Calvörde; † 1. März 1929 in Berlin), Kunsthistoriker und Museumsfachmann
- Emil Bodenstab (* 20. Juli 1856 in Calvörde; † 23. August 1924 in Braunschweig), Apotheker und Heimatforscher
- Otto Bögeholz, fiktiver Braunschweiger Dichter, nach dem sogar eine Straße benannt ist.[1]
- Otto Böhme (* 21. Januar 1860; † 8. Mai 1952 in Braunschweig), Brauereidirektor der Feldschlößchen AG
- Robert Bohlmann (* 6. September 1854 in Gandersheim; † 20. Mai 1944 in Braunschweig), Apotheker und Waffensammler
- Gustav Bohnsack (* 9. Mai 1843 in Seesen; † 1925 in Braunschweig), Architekt, Baurat und Hochschullehrer an der TH Braunschweig
- Wilhelm Boller (* 9. Juli 1835 in Bonn; † 15. Mai 1921 in Braunschweig), Tapetenfabrikant
- Bartholomäus Botsack (* 24. April 1649 in Lübeck; † 16. April 1709 in Kopenhagen), lutherischer Theologe und Pastor an der Katharinenkirche in Braunschweig, Superintendent für die Kirchen und Schulen der Provinz Braunschweig, Professor und Konsistorialassessor in Kopenhagen
- Carl Josef Alois Bourdet (* 30. Oktober 1851 in Prag; † 28. Februar 1928 in Braunschweig), Kunstmaler und Aquarellist
- August Heinrich Werner Brandes (* 21. Oktober 1798 in Goslar; † 28. Januar 1858 in Braunschweig), Pädagoge und Hochschullehrer am Collegium Carolinum
- Hans Heinrich Georg Brandes (* 23. Mai 1803 in Bortfeld (Braunschweig); † 6. Oktober 1868 in Braunschweig), deutscher Landschafts- und Porträtmaler, Galerieinspektor in Braunschweig
- Otto Brennecke (* 29. Oktober 1882 in Groß Mahner; † 3. Oktober 1936 in Hannover), SPD-Politiker, ADGB-Bezirkssekretär Braunschweig-Hannover
- Eduard Brinckmeier (1811–1897), Publizist, Schriftsteller und Privatgelehrter
- Rudolf Brinckmeier (1906–1986), evangelisch-lutherischer Pfarrer und Oberlandeskirchenrat, von 1952 bis 1963 Direktor des Braunschweiger Predigerseminars
- Urban Brückmann (* 23. April 1728 in Wolfenbüttel; † 20. Juni 1812 in Braunschweig), Arzt, Mineraloge und naturwissenschaftlicher Schriftsteller. Er war Leibarzt dreier braunschweigischer Herzöge. Zu seinen Patienten zählte auch Gotthold Ephraim Lessing.
- Brun I. von Braunschweig (* 960–980; † um 1014), Brunone, Graf von Braunschweig
- Nellie Bruell, s. u. unter Nellie H. Friedrichs
- Hermann Buchler (* 16. September 1815 in Triest; † 4. Mai 1900 in Braunschweig), Kaufmann und Industrieller
- Andreas Heinrich Bucholtz (* 25. November 1607 in Schöningen; † 20. Mai 1671 in Braunschweig), Theologe, Philologe und Romanschriftsteller
- Richard Buerstenbinder (* 12. April 1840 in Berlin; † 20. November 1894 in Braunschweig), Agrarwissenschaftler, Dozent an der TH Braunschweig
- Heinrich Büssing (* 29. Juni 1843 in Nordsteimke [heute Wolfsburg]; † 27. Oktober 1929), Industrieller, Ingenieur, Pionier des LKW - sowie Omnibus-Baus (sh. Büssing AG)
- Heinz Butin (* 13. April 1928 in Bad Godesberg), Phytopathologe und Forstwissenschaftler, langjähriger Leiter des Instituts für Pflanzenschutz im Forst der Biologischen Bundesanstalt für Land- und Forstwirtschaft
- Gerhard Büttenbender (* 1938 in Darmstadt), Regisseur, Medienwissenschaftler und Hochschullehrer, Rektor der Hochschule für Bildende Künste Braunschweig

## C
- Asche Burchard Karl Ferdinand von Campe (* 9. Oktober 1803 in Wickensen; † 14. Oktober 1874 in Braunschweig), braunschweigischer Staatsmann.
- Joachim Heinrich Campe (* 29. Juni 1746 in Deensen, bei Holzminden; † 22. Oktober 1818 in Braunschweig), Schriftsteller, Sprachforscher, Pädagoge und Verleger
- Johann Friedrich Ludwig Cappel (* 18. Juli 1759 in Helmstedt; † 16. Juli 1799 in Wladimir) war Arzt in Braunschweig
- Günther Cario (* 3. August 1897 in Göttingen; † 18. September 1984 in Braunschweig), Physiker und Hochschullehrer an der TH Braunschweig
- Emmanuelle Charpentier (* 1968), Biochemikerin, von 2013 bis 2015 am Helmholtz-Zentrum für Infektionsforschung tätig
- Rudolph Anton Chely (* 1692; † 12. November 1770 in Braunschweig), Obrist-Lieutenant in der Braunschweigischen Armee und ab 1745 Inhaber eines fürstlichen Privilegs, das ihm gestattete, Fayencen und Porzellan in Braunschweig herzustellen.
- Max Clarus (* 31. März 1852 in Mühlberg/Elbe; † 6. Dezember 1916 in Braunschweig), Kapellmeister und Komponist
- Günther Clausen (* 20. Februar 1885 in Berlin; † 14. Februar 1954 in Braunschweig), Grafiker
- Albrecht Heinrich Carl Conradi (1698/1699–1774), deutscher Bauverwalter und Kartograf
- Heinrich Cordes (* 19. Mai 1906; † 12. März 1999 in Hildesheim), Chemiker und Hochschullehrer an der TH Braunschweig vor und nach 1945
- Euricius Cordus, genannt Eberwein, eigentlich Heinrich Ritze (* 1486 in Simtshausen bei Wetter (Oberhessen), † 24. Dezember 1535 in Bremen), Humanist, Dichter, Arzt und Botaniker; 1523–1527 Stadtarzt in Braunschweig
- Franziska Cornet, geb. Kiel (* 23. Januar 1808 in Kassel; † 7. August 1870 in Braunschweig), Opernsängerin
- Hardy Crueger (* 1962 in Oldenburg), deutscher Schriftsteller

## D
- Brandanus Daetrius (* 4. Juni 1607 in Hamburg; † 22. November 1688 in Wolfenbüttel; auch Dätri Brandan), lutherischer Theologe, Stadtsuperintendent von Braunschweig, Oberhofprediger, Konsistorialdirektor sowie Abt im Kloster Riddagshausen, begraben in der Kirche des Klosters
- Manfred Dambroth (* 19. Juni 1935 in Wriezen; † 12. April 1994 in Peine), Pflanzenbauwissenschaftler, Institutsleiter und ehemaliger Präsident der FAL Braunschweig
- Karl Dauber (* 20. August 1841 in Holzminden; † 13. Mai 1922 in Braunschweig), Gymnasiallehrer und Schuldirektor in Holzminden, Wolfenbüttel und Braunschweig
- Josef Daum (* 8. Februar 1924 in Merzig; † 18. August 2004 in Braunschweig), Biologe, Bibliothekar und Hochschullehrer. Er war von 1967 bis 1987 Direktor der Universitätsbibliothek Braunschweig.
- Alexander David (* 17. Januar 1687 in Halberstadt; † 14. Oktober 1765 in Braunschweig), herzoglicher Kammerrat, Wiederbegründer der Jüdischen Gemeinde Braunschweig
- Wolf-Dieter Deckwer (* 3. August 1941 in Finsterwalde; † 4. Oktober 2006 in Oldenburg), Chemiker, seit 1986 Leiter der Abteilung Bioverfahrenstechnik der GBF (jetzt Helmholtz-Zentrum für Infektionsforschung) und Hochschullehrer an der TU Braunschweig
- Julius Dedekind (* 11. Juli 1795 in Holzminden; † 2. August 1872 in Braunschweig), Jurist und von 1822 bis 1872 Lehrer am Collegium Carolinum
- Thomas Dexel (* 28. Juni 1916 in Jena; † 6. Juli 2010 in Braunschweig), von 1955 bis 1996 Leiter der Formsammlung der Stadt Braunschweig
- Walter Dexel (* 7. Februar 1890 in München; † 8. Juni 1973 in Braunschweig), Maler, Werbegrafiker, Designer, Verkehrsplaner, Kunsthistoriker und Museumsleiter
- Paul Diercke (* 9. Juli 1874 in Stade; † 23. Juli 1937 in Braunschweig), Kartograf
- Hermann Dießelhorst (* 1. Dezember 1870 in Peine; † 22. Februar 1961 in Braunschweig), Physiker und TH-Professor
- Jürgen Diestelmann (* 29. Mai 1928 in Coburg; † 29. Dezember 2014 in Braunschweig), lutherischer Theologe, 1975–1990 Pfarrer an der Brüdernkirche
- Paul Dorn (* 15. Januar 1901 in Hollfeld; † 12. Juli 1959 in Braunschweig), Geologe und Hochschullehrer an der TH Braunschweig
- Anna Dräger-Mühlenpfordt (* 9. Oktober 1887 in Lübeck; † 31. Januar 1984 in Braunschweig; gebürtig Anna Dräger), Malerin und Grafikerin
- Yingmei Duan (* 27. Oktober 1969 Heilongjiang), Künstlerin
- Andreas Duncker d. Ä. (* in Magdeburg; † 10. September 1629 in Braunschweig), Buchdrucker und Verleger

## E
- Hans Ebeling (* 1906; † 26. Mai 1967 in Braunschweig), Geschichtsdidaktiker und Schulbuchautor, Lehrer und Schulrat in Braunschweig
- Heinrich Ebeling (* 14. Oktober 1840 in Vorsfelde bei Helmstedt; † nach 1913), Altphilologe
- Carl Friedrich Echtermeier (* 27. Oktober 1845 in Kassel; † 30. Juli 1910 in Braunschweig), Bildhauer
- Hans Eckensberger (* 16. März 1897 in Leipzig; † 13. Januar 1966 in Braunschweig), Journalist, Zeitungsverleger und Chefredakteur der Braunschweiger Zeitung
- Kurt Edzard (* 26. Mai 1890 in Bremen; † 22. Oktober 1972 in Braunschweig), Bildhauer, Hochschullehrer an der TH Braunschweig
- Samuel Levi Egers (* 11. Juni 1769 in Halberstadt; † 3. Dezember 1842 in Braunschweig), braunschweigischer Landesrabbiner
- Rudolf Egger-Büssing (* 13. Oktober 1893 in Marburg an der Drau [Slowenien]; † 2. Februar 1962 in Freiburg im Breisgau), Generaldirektor der Büssing-NAG-Werke
- Heinrich Eggersglüß (* 10. März 1875 in Untereinzingen, Landkreis Fallingbostel; † 6. Juli 1932 in Braunschweig), Heimatdichter (der „Heidedichter“ genannt)
- Ferdinand Eichhorn (* 22. November 1853 in Garlstorf; † 18. Februar 1934 in Braunschweig), Kaffee-Kaufmann und Unternehmer
- Frauke Eickhoff (* 24. Oktober 1967 in Celle), Judoka (Weltmeisterin und Vizeeuropameisterin)
- Manfred Eigen (* 9. Mai 1927 in Bochum; † 6. Februar 2019), Nobelpreisträger für Chemie und Honorarprofessor an der TU Braunschweig
- Gebhard Friedrich Eigner (* 21. Oktober 1776 in Vorsfelde; † 5. April 1866 in Braunschweig), Lehrer, Prinzenerzieher, Bibliothekar und Museumsdirektor
- Ekbert I. von Meißen († 11. Januar 1068), Brunone, sächsischer Graf und Markgraf von Meißen, Förderer des Handels in Braunschweig
- Ekbert II. von Meißen (* um 1059/61; † 3. Juli 1090 im Selketal, Harz), Brunone, Markgraf von Meißen und Graf von Friesland, Gründer des Braunschweiger Cyriakusstiftes
- Hartmut El Kurdi (* 1964 in Amman, Jordanien), Schriftsteller, Dramatiker, Satiriker, Kinderbuchautor, u. a. Preisträger des Deutschen Kinderhörspielpreises. Lebte von 1995 bis 2009 in Braunschweig.
- Gottlieb Elster (* 8. Oktober 1867 in Greene; † 6. Dezember 1917 in Braunschweig), Bildhauer
- Theodor Engelbrecht (* 18. Januar 1813 auf dem Vorwerk Monplaisir in Halchter bei Wolfenbüttel; † 4. August 1892 in Braunschweig), Arzt und einer der bedeutendsten deutschen Pomologen des 19. Jahrhunderts
- Martin Erdmann (* 23. Juli 1896 in Ingeleben; † 1. September 1977 in Braunschweig), lutherischer Theologe und braunschweigischer Landesbischof
- Alexander Leopold von Erichsen (* 10. Mai 1787 in Nikolai (Oberschlesien); † 2. Februar 1876 in Braunschweig), Generalleutnant und letzter Stadtkommandant von Braunschweig
- Philipp Erlanger (* 31. März 1870 in Frankfurt am Main; † 20. April 1934 in Braunschweig), Maler und Bildhauer
- Christian Ludwig Ermisch (* 15. November 1652 in Celle; † 19. Dezember 1722 in Braunschweig), lutherischer Theologe, Pastor an der Braunschweiger Katharinenkirche und seit 1693 Superintendent der Stadt Braunschweig
- Nadine Ernsting-Krienke (* 5. Februar 1974 in Telgte), Hockeyspielerin und Olympiasiegerin
- Johann Joachim Eschenburg (* 7. Dezember 1743 in Hamburg; † 29. Februar 1820 in Braunschweig), Literaturhistoriker und Hochschullehrer
- Till Eulenspiegel (* um 1300 in Kneitlingen; † 1350 in Mölln), ein Schalksnarr und Gaukler; Titelheld eines Buches, dessen Geschichten sich z. T. in Braunschweig zugetragen haben (sollen)

## F
- Ferdinand Faesebeck (* 4. März 1809 in Obersickte; † 8. Januar 1900 in Braunschweig), Wundarzt und Prosektor am Anatomisch-Chirurgischen Institut in Braunschweig
- Sigurd Falk (* 6. Mai 1921 in Peine; † Mai 2016), Mathematiker, Bauingenieur, Hochschullehrer an der TU Braunschweig; Erfinder des Falkschen Schemas
- Minna Faßhauer (* 10. Oktober 1875 in Bleckendorf (heute zu Egeln); † 28. Juli 1949 in Braunschweig), bekleidete als erste Frau in Deutschland ein Ministeramt, Widerstandskämpferin gegen den Nationalsozialismus
- Hansjörg Felmy (* 31. Januar 1931 in Berlin; † 24. August 2007 in Eching), Theater- und Filmschauspieler
- Jean Baptiste Feronce von Rotenkreutz (* 23. Oktober 1723 in Leipzig; † 19. Juli 1799 in Braunschweig), braunschweigischer Minister
- Alexander Fesca (* 22. Mai 1820 in Karlsruhe; † 22. Februar 1849 in Braunschweig), Komponist und Pianist
- August Fink (* 14. Dezember 1890 in Wolfenbüttel; † 23. August 1963 ebenda), Kunsthistoriker, Hochschullehrer und von 1934 bis 1955 Direktor des Herzog Anton Ulrich-Museums
- Otto Finsch (* 8. August 1839 in Warmbrunn; † 31. Januar 1917 in Braunschweig), Kaufmann, Ethnologe, Ornithologe und Forschungsreisender
- Bernd-Jürgen Fischer (geb. 1943), Sprachwissenschaftler und Proust-Übersetzer
- Eduard Flechsig (* 9. April 1864 in Zwickau; † 1. Dezember 1944 in Achim bei Wolfenbüttel), Kunsthistoriker und Museumsbeamter. Er war seit 1895 am Herzog Anton Ulrich-Museum tätig, dessen Leitung er von 1924 bis 1931 innehatte. Er verhinderte 1930/31 den geplanten Verkauf des Vermeer-Gemäldes Das Mädchen mit dem Weinglas, eines der kostbarsten Werke der Sammlung.
- Carl Christoph Wilhelm Fleischer (* 10. Juli 1727 in Köthen; † 20. August 1787 in Braunschweig), Architekt und Hofbaumeister, erbaute Schloss Richmond
- Herman Flesche (* 21. Oktober 1886 in Rheinbrohl; † 4. Januar 1972 in Braunschweig), Architekt, Hochschullehrer und Braunschweiger Stadtbaumeister, Leiter der Altstadtsanierung
- Wilhelm Floto (* 14. Juni 1812 in Tangermünde; † 22. Februar 1869 in Braunschweig), Apotheker und Komödienautor
- Christoph Bernhard Francke (* um 1660 bis 1670 in Hannover; † 18. Januar 1729 in Braunschweig), Offizier und Kunstmaler
- Wolfgang Frank (* 21. Februar 1951; † 7. September 2013 in Mainz), Fußballtrainer, ehemaliger Fußballspieler (1974–1978, Stürmer), einer der „Torschützenkönige“ bei Eintracht Braunschweig
- Bernd Franke (* 12. Februar 1948 in Düsseldorf) ehemaliger Fußballspieler (1971–1985, Torwart), einer der „Rekordspieler“ bei Eintracht Braunschweig
- Paul Franke (* 30. November 1888 in Mühlhausen/Thüringen; † 18. März 1950), Mitbegründer des Kameraherstellers Rollei
- Anton Franzen (* 9. April 1896 in Schleswig; † 16. Mai 1968 in Kiel), Jurist, 1928–1931 NSDAP-Politiker, von Oktober 1930 bis zu einer Meineidaffaire im Juli 1931 erster nationalsozialistischer Landesminister im Freistaat Braunschweig
- Kurt Otto Friedrichs (* 28. September 1901 in Kiel; † 31. Dezember 1982 in New Rochelle), deutsch-amerikanischer Mathematiker, ab 1930 Hochschullehrer an der TH Braunschweig, bevor er 1937 mit seiner späteren Ehefrau, der Jüdin Nellie H. Friedrichs, in die USA emigrierte
- Nellie H. Friedrichs, geb. Bruell (geboren 3. September 1908 in Lyon, Frankreich; gestorben 7. November 1994 in New Rochelle, New York) französische Pädagogin jüdischen Glaubens, Ehefrau von Kurt Friedrichs
- Karl Theophil Fries, (* 13. März 1875 in Kiedrich; † 6. September 1962 in Marburg), Chemiker und Hochschullehrer; von 1918 bis zur Emeritierung aus politischen Gründen 1938 an der TH Braunschweig
- Elisabeth Friske (* 1939; † 31. Mai 1987 Lübeck-Blankensee), erste deutsche Pilotin von Passagierjets
- Barthold Fröler (* vermutlich Straßburg; † nach 1612), Steinmetz und Bildhauer
- Franz Fuhse (* 21. November 1865 in Lutter am Barenberge; † 2. November 1937 in Braunschweig), Kunsthistoriker und Konservator, erster hauptamtlicher Direktor des Städtischen Museums Braunschweig

## G
- Karl Christian Gärtner (* 24. November 1712 in Freiberg; † 14. Februar 1791 in Braunschweig), Schriftsteller
- Gustav Gassner (* 17. Januar 1881 in Berlin; † 5. Februar 1955 in Lüneburg), Botaniker, Phytomediziner und Hochschullehrer an der Technischen Hochschule Braunschweig, seit 1951 Ehrensenator
- Wilhelm von Gebhardi (* 28. August 1738 in Wolfenbüttel; † 24. Februar 1809 in Braunschweig), Architekt und Leiter des herzoglich-braunschweigischen Baudepartements
- Julius Geertz (* 21. April 1837 in Hamburg; † 21. Oktober 1902 in Braunschweig), Maler
- Albert Genzen (* 30. September 1868 in Stralsund; † 27. Juli 1940 in Braunschweig), Gärtner, Gewerkschaftsfunktionär und Politiker (SPD, USPD)
- Meinhard von Gerkan (* 3. Januar 1935 in Riga; † 30. November 2022 in Hamburg), Architekt und von 1974 bis 2002 Professor für Baugestaltung an der TU Braunschweig
- Bernd Gersdorff (* 18. November 1946 in Berlin), ehemaliger Fußballspieler (1969–1976, Stürmer), einer der „Torschützenkönige“ bei Eintracht Braunschweig
- Friedrich Gerstäcker (* 10. Mai 1816 in Hamburg; † 31. Mai 1872 in Braunschweig), Schriftsteller (z. B. „Die Flußpiraten des Mississippi“)
- Gertrud die Ältere von Braunschweig († 1077), Begründerin des späteren Welfenschatzes
- Gertrud die Jüngere von Braunschweig (* um 1060; † 9. Dezember 1117 in Braunschweig), Brunonin, Markgräfin von Meißen, Gründerin des späteren Aegidienklosters (1115)
- Klaus Gerwien (* 11. September 1940 in Lyck; † 3. September 2018), Fußballspieler (1961–1973, Allroundspieler), einer der „Rekordspieler“ bei Eintracht Braunschweig
- Erich Giese (* 3. März 1876 in Küstrin; † nach 1945),  Verkehrswissenschaftler und Hochschullehrer der Technischen Universität Braunschweig
- Carl Giesecke (1854–1938), Maschinenbauingenieur und Industrieller, Mitbegründer der Braunschweiger Mühlenbauanstalt „Amme, Giesecke und Konegen“ (seit 1925 MIAG)
- Friedrich Oskar Giesel (* 20. Mai 1852 in Winzig/Schlesien; † 14. November 1927 in Braunschweig), Chemiker und Pionier der Radioaktivitätsforschung
- Lorenz Gieseler (* in Osterode; † Ende Februar 1684 in Braunschweig), Mediziner, Stadtphysikus in Braunschweig von 1657 bis 1684
- Frank Glatzel (* 26. Februar 1892 in Altenkirchen; † 18. Mai 1958 in Braunschweig), Politiker (DVP)
- Paul Gmeiner (* 28. August 1892 in Afferde-Unna; † 18. April 1944 im Außenkommando Heinkel des KZ Sachsenhausen), führender KPD-Politiker der Weimarer Zeit in Braunschweig, Landtagsabgeordneter 1924–1933, führte den KPD-Widerstand in Braunschweig bis Ende 1933
- Johannes Göderitz (* 24. Mai 1888 in Ramsin; † 27. März 1978 in Braunlage), Architekt, Stadtplaner, Baubeamter und Hochschullehrer
- Christoph Friedrich Görges (* 12. November 1776 in Peine; † 16. Dezember 1852 in Braunschweig) Hof- und Domkantor in Braunschweig
- Martin Gosebruch (* 20. Juni 1919; † 17. September 1992), Kunsthistoriker an der TH/TU Braunschweig
- Hermann von Görtz-Wrisberg (* 5. April 1819 in Hannover; † 22. Februar 1889 in Braunschweig), Jurist, Politiker und braunschweigischer Staatsminister, Vorsitzender des Regentschaftsrates
- Cord Gossel († 8. Dezember 1532), Kleriker und Kanzler
- Hulda Graf, geb. Meyer (* 20. Juli 1879 in Winzerla; † 18. Januar 1944 in Jena-Winzerla), Politikerin (USPD, SPD)
- Otto Graff (* 17. August 1917 in Berlin-Steglitz; † 3. Januar 2014 in Braunschweig), von 1949 bis 1980 Zoologe und Bodenkundler an der damaligen Forschungsanstalt für Landwirtschaft, Braunschweig-Völkenrode (heute von Thünen-Institut)
- Friedrich Konrad Griepenkerl (* 10. Dezember 1782 in Peine; † 6. April 1849 in Braunschweig), Germanist, Pädagoge, Musikwissenschaftler und Dirigent
- Wolfgang Robert Griepenkerl (* 4. Mai 1810 in Hofwil; † 16. Oktober 1868 in Braunschweig), Dramatiker, Erzähler und Kunstkritiker
- Carl Grimme  (* 25. Mai 1836 in Northeim; † 2. Juli 1883 in Braunschweig), Maschinenfabrikant, Mitbegründer der Firma Grimme, Natalis & Co.
- Herman Grote (* 29. Januar 1885 in Hohegeiß im Harz; † 21. März 1971 ebd.), Pädagoge und Komponist. Besonders bekannt als Komponist und Texter des um 1926 in Braunschweig entstandenen „Niedersachsenliedes“.
- Johann Grothusen (* 26. Januar 1586 in Hildesheim; † 15. November 1648 in Braunschweig), Jurist, Syndikus der Stadt Braunschweig, Geheimer Rat und Kanzler
- Friedrich Grotrian (* 1803 in Schöningen; † 1860 in Braunschweig), Klavierbauer und Unternehmer
- Wolfgang Grzyb (* 29. Juli 1940, † 7. Oktober 2004), Fußballspieler (1966–1978, Abwehrspieler), einer der „Rekordspieler“ bei Eintracht Braunschweig
- Hermann Günther (* 10. November 1811 in Gandersheim; † 4. Mai 1886 in Braunschweig), Pädagoge und Schulleiter. Aus der von ihm 1861 gegründeten Privatschule ging das heutige Braunschweiger Gymnasium Raabeschule hervor.
- Max Gutkind (* 25. November oder 26. November 1847 in Seesen; † 17. Dezember oder 27. Dezember 1931 in Braunschweig), Bankier, Kommerzienrat und Major

## H
- August Haake  (* 23. September 1829 in Halle (Westf.); † 6. April 1906 in Braunschweig), Kaufmann, Kommerzienrat, Handelsrichter und Handelskammerpräsident
- Wilhelm Habich (* 20. Oktober 1840 in Clausthal; † 2. März 1933 in Braunschweig), Bildhauer
- Friedhelm Haebermann (* 24. Juli 1946 in Duisburg), ehemaliger Fußballspieler (1969–1978, Abwehrspieler), einer der „Rekordspieler“ bei Eintracht Braunschweig
- Ernst Häseler (* 25. Mai 1844 in Sankt Andreasberg; † 3. April 1911 in Braunschweig), Bauingenieur und Hochschullehrer an der Technischen Hochschule Braunschweig
- Lothar Hagebölling (* 10. Oktober 1952 in Coesfeld, Münsterland), Chef des Bundespräsidialamtes, war Referendar, Doktorand und Beamter in Braunschweig
- Rolf Hagen (* 14. April 1922 in Sandershausen; † 17. Juni 2009 in Braunschweig), deutscher Historiker und Direktor des Braunschweigischen Landesmuseums von 1965 bis 1986
- August Hampe (* 20. April 1866 in Holzminden; † 6. Februar 1945 ebd.), deutscher Jurist und Politiker des Freistaates Braunschweig
- Helmut Hampe (* 19. November 1896 in Leipzig; † 22. August 1939 in Braunschweig), Musiklehrer und Ornithologe
- Mirco Hanker (* 2. Februar 1966), Politiker (AfD)
- Egbert Harbert (* 25. November 1882 in Arnsberg; † 22. Januar 1968 in Braunschweig), Geodät und Hochschullehrer an der TH Braunschweig
- Heiko Harborth (* 11. Februar 1938 in Celle), Mathematiker und Hochschullehrer der Technischen Universität Braunschweig
- Karl August von Hardenberg (* 31. Mai 1750 in Essenrode, bei Lehre; † 26. November 1822 in Genua), preußischer Staatsmann, wirkte zwischen 1781 und 1790 in Braunschweig
- Johann Christoph Harenberg (* 28. April 1696 in Langenholzen bei Alfeld; † 12. November 1774 in Braunschweig), evangelischer Theologe und Historiker, Hochschullehrer am Collegium Carolinum
- Johann Oswald Harms (getauft 30. April 1643 in Hamburg; † 1708 in Braunschweig), Maler und bedeutender Bühnenbildner des Barock
- Fritz Hartwieg (* 3. September 1877 in Helmstedt; † 25. Dezember 1962 in Braunschweig), braunschweigischer Verwaltungsjurist und Lepidopterologe
- Wolter Hasemann (beigesetzt 11. Juli 1614 in Braunschweig), Steinmetz, Bildhauer und Baumeister
- Hans Hassel (* 28. Juli 1860; † 10. September 1932 in Braunschweig), Präsident des Verwaltungsgerichtshofes Braunschweig
- Johann Sebastian Hauschka (1695–1775), Hofbüchsenmacher dreier braunschweigischer Herzöge
- Fritz Heckner (* 27. August 1826 in Schöningen; † 21. September 1904 in Braunschweig), Fabrikant und Verleger
- Heinrich Heffter (* 17. Mai 1903 in Bad Polzin; † 13. Januar 1975 in Braunschweig), Historiker, Hochschullehrer für Geschichte an der TH Braunschweig
- Reinhold Heidecke (* 2. Januar 1881 in Aschersleben (Harz); † 26. Februar 1960 in Braunschweig), Mitbegründer des Kameraherstellers Rollei
- Berthold Heilig (* 26. Oktober 1914 in Heidelberg; † 7. November 1978 in San Miguel de Tucumán, Argentinien), NSDAP-Kreisleiter in Braunschweig und Gauinspekteur für das Land Braunschweig sowie stellvertretender Gauleiter Süd-Hannover-Braunschweig
- Heinrich (V.) der Ältere von Braunschweig (* um 1173/74; † 28. April 1227 in Braunschweig), Welfe, 1195–1212 Pfalzgraf bei Rhein
- Heinrich der Löwe (* um 1129/1135 am Bodensee, vermutlich in oder um Ravensburg; † 6. August 1195 in Braunschweig), Welfe, Herzog von Sachsen und Bayern, baute Braunschweig zu seiner Residenzstadt aus
- Johann Christoph Friedrich Heise (* 1718 in Kerstlingerode; † Oktober 1804 in Braunschweig), Jurist und Schriftsteller. Er war von 1764 bis 1769 Bibliothekar der Bibliothek des Collegium Carolinum.
- Ernst Ludwig Theodor Henke (* 22. Februar 1804 in Helmstedt; † 1. Dezember 1872 in Marburg), evangelischer Theologe, Professor am Collegium Carolinum
- Walter Henn (* 20. Dezember 1912 in Reichenberg; † 13. August 2006 in Murnau am Staffelsee), Architekt und Bauingenieur, von 1953 bis 1980 Professor für Baukonstruktion und Industriebau an der TU Braunschweig, Vertreter der sogenannten „Braunschweiger Schule“
- Heinrich Georg Henneberg (* 1669; † 19. Februar 1717 in Braunschweig), braunschweigischer Postmeister und Nachrichtenagent. Er gründete die Küchenpost zwischen Braunschweig, Hamburg und Blankenburg
- August Hermann (* 14. September 1835 in Lehre; † 20. Februar 1906 in Braunschweig), Pädagoge und Autor, führte gemeinsam mit Konrad Koch das Fußballspiel in Deutschland ein
- Justus Herrenberger (* 27. Mai 1920 in Neu-Ulm; † 18. Oktober 2014 in Groß Glienicke), Architekt und von 1959 bis 1985 Professor für Baukonstruktion an der TU Braunschweig, Architekt des Wiederaufbaus der Alten Waage
- Horst Herrmann (* 1906 in Dresden; † 1973 in Braunschweig), Mathematiker, Hochschullehrer an der TU Braunschweig
- Hans Herse (* 10. Dezember 1855 in Neuteich / Westpreußen; † 23. Januar 1939 in Braunschweig), Maler und Lehrer
- Levi Herzfeld (* 28. Dezember 1810 in Ellrich; † 11. März 1884 in Braunschweig), braunschweigischer Landesrabbiner von 1843 bis 1884
- Wilhelm Hesse (* 27. Dezember 1901 in Stadtoldendorf; † 21. August 1968 in Siegen), Oberbürgermeister Braunschweigs von 1933 bis 1945 (NSDAP)
- Jürgen Hesselbach (* 2. November 1949 in Stuttgart), Maschinenbauer, Präsident der TU Braunschweig von 2005 bis 2017
- Elly Heuss-Knapp (25. Januar 1881 in Straßburg; † 19. Juli 1952 in Bonn), Politikerin und Ehefrau von Theodor Heuss, 1. Bundespräsident der Bundesrepublik Deutschland
- Lilly Heyde (1868–1928), Pädagogin, Leiterin des Kindergärtnerinnen-Seminars
- Hermann Heydenreich (1862–1937), Apotheker, Kaufmann und Stifter, Ehrensenator der TH Braunschweig
- Walther Hoeck (* 13. Juni 1885 in Holzminden; † 12. Februar 1956 in Egolfs im Allgäu), Maler
- Johann Gottfried Hoefer (1719–1796), Direktor des herzoglichen Kunst- und Naturalienkabinetts
- Albert Höft (* 29. Mai 1893 in Zerrenthin; † 2. Juli 1980 in Braunschweig), MdL und Landesminister
- Hoffmann von Fallersleben (* 2. April 1798 in Fallersleben [heute Wolfsburg]; † 19. Januar 1874 in Corvey), Schriftsteller, Dichter des „Lieds der Deutschen“ und Sprachforscher
- Jakob Hofmann (* 17. Dezember 1876 in Aschaffenburg; † 26. Juni 1955 in Braunschweig), Bildhauer und Zeichner, schuf u. a. Masken am ehemaligen Gebäude der Öffentlichen Bücherei in Braunschweig, Denkmale für das 70. und das 92. Infanterie-Regiment, Pieta für die Katharinenkirche, Skulptur eines Löwen für das Kolonialdenkmal im Braunschweiger Stadtpark, bronzenen Siegfried-Brunnen für das Siegfriedviertel, Braunschweiger „Besenmännchen“, Büste Heinrich Jaspers und erneuerte die verwitterten Figuren des Braunschweiger Gewandhauses
- Reiner Hollmann (* 30. September 1949 in Walsum), Fußballtrainer, ehemaliger Fußballspieler, einer der „Rekordspieler“ bei Eintracht Braunschweig
- Karl Hoppe (* 21. Oktober 1892 in Osterwieck; † 27. Juni 1973 in Braunschweig), Germanist und Raabe-Forscher
- Ernst Wilhelm Horn (* 1732/33 in Wilnau, Altmark; † 17. April 1812 in Braunschweig), Architekt des Spätbarock
- David Ferdinand Howaldt (* 8. November 1772 in Breslau/Schlesien, heute Polen; † 5. November 1850 in Kiel), Braunschweiger Goldschmied

## I
- Ottokar Israel (* 14. Juni 1919 in Königsberg; † 13. September 2004 in Süsel), Historiker, Archivar und Genealoge, Direktor des Stadtarchivs Braunschweig
- Israhel von Halle (* in Halle; † 1480 in Braunschweig), jüdischer Unternehmer

## J
- Günter Jaenicke (* 27. November 1937 in Tilsit; † 12. September 2015), Oberbürgermeister der Stadt Braunschweig von 1974 bis 1976
- Johann Friedrich Wilhelm Jerusalem auch „Abt Jerusalem“ genannt (* 22. November 1709 in Osnabrück; † 2. September 1789 in Braunschweig), deutscher protestantischer Theologe, Abt von Riddagshausen, Mitbegründer des Collegium Carolinum (heute TU)
- Wilhelm Jesse (* 3. Juli 1887 in Grabow; † 11. Januar 1971 in Braunschweig), Historiker, Numismatiker und von 1932 bis 1952 Direktor des Städtischen Museums Braunschweig
- Helmuth Johannsen (* 27. Februar 1920 in Hamburg; † 3. November 1998 ebenda), Fußballtrainer, Meistertrainer Eintracht Braunschweigs
- August Junke (* 23. April 1877 in Stadtoldendorf; † 21. November 1926 in Braunschweig), Ministerpräsident des Freistaates Braunschweig
- Eduard Justi (* 30. Mai 1904 in Hongkong; † 16. Dezember 1986 in Braunschweig), Physiker und Hochschullehrer. Von 1946 bis 1974 leitete er das Institut für Angewandte Physik an der Technischen Universität Braunschweig. Er gilt als Pionier der Brennstoffzellen- und Solar-Technik.
- Die Musiker der Jazzkantine, seit 1993

## K
- Andreas Wilhelm Kahlert (* 14. Juli 1779 in Langensalza; † 18. November 1838 in Braunschweig), Apotheker und Fabrikant
- Hans Kaiser (* 29. April 1914 in Bochum; † 2. Oktober 1982 in Soest), Künstler des Informel; lebte 1937–38 in Braunschweig
- Gerhard Kalberlah (* 10. Dezember 1892 in Boffzen; † 7. November 1977 in Braunschweig), lutherischer Pfarrer und Kirchenrat
- Hugo Kanter (* 27. September 1871 in Breslau; ✡ 17. November 1938 in Berlin), Hochschullehrer an der TH Braunschweig, von 1924 bis 1933 Syndikus der Industrie- und Handelskammer Braunschweig und Abgeordneter des Braunschweigischen Landtags
- Hans-Dieter Karras (* 1. November 1959 in Jena), deutscher Kirchenmusiker und Komponist
- Hans Kaufmann (* 26. November 1876 in Berlin; † 17. Juli 1957 in Detmold), Braunschweiger Theaterregisseur, Dramaturg und Intendant
- Anke Kaysser-Pyzalla (* 26. September 1966 in Schwerte), Materialwissenschaftlerin und Maschinenbauerin, Präsidentin der TU Braunschweig
- Arno Keil (* 17. August 1900 in Görlitz; † 24. April 1974 in Braunschweig), Schauspieler und Regisseur; wirkte von 1935 bis 1965 am Staatstheater Braunschweig.
- Alexander Kerlin (* 8. August 1980 in Gifhorn), Dramaturg und Autor; legte 2000 sein Abitur am Lessinggymnasium (Braunschweig) ab
- Heinrich Kielhorn (* 2. September 1847 in Vallstedt; † 1. Dezember 1934 in Braunschweig), Pionier der Sonderschulpädagogik
- Inge Kilian (* 3. Juni 1935 in Geisenheim), Hochspringerin und Olympiateilnehmerin
- August Kind (* 27. August in Wiel; † 30. Dezember in Berlin), Architekt und Baubeamter, 1875–1889 Chef der Bauverwaltung der Reichspost
- Balthasar Kircher (* in Baden-Baden; † nach 1601), Steinmetz und Steinbildhauer
- Dietrich Klagges (* 1. Februar 1891 in Herringsen; † 12. November 1971 in Bad Harzburg), Politiker der NSDAP, in der Zeit des Nationalsozialismus Ministerpräsident des Freistaates Braunschweig, SS-Obergruppenführer, Verfolgung politischer Gegner, verantwortlich für die Deportation von Juden in die Konzentrationslager, nach Kriegsende verurteilt wegen Beteiligung an Morden, Folterungen etc.
- Stefan Kläsener (* 15. Oktober 1964 in Dortmund; † 13. Oktober 2024), Journalist und Theologe, 2006–09 stellvertretender, ab 2010 amtierender Chefredakteur der Braunschweiger Zeitung
- Bernhard Klein (〰 1. Mai 1565 in Stuttgart; ▭  1. Juni 1636 in Braunschweig), Steinbildhauer und Stuckateur
- Joachim Klein (* 1935), Biotechnologe und ab 1972 Ordinarius an der TU Braunschweig, wohnte in Braunschweig[2]
- Rüdiger Klessmann (* 15. März 1927 in Lemgo; † 30. März 2020 in Augsburg), Kunsthistoriker, von 1970 bis 1990 Direktor des Herzog Anton Ulrich-Museums
- Walter Klöditz (* 7. Dezember 1911 in Großenhain; † 25. Dezember 1994 in Braunschweig), SPD-Politiker und von 1972 bis 1974 Oberbürgermeister der Stadt Braunschweig
- Emmi Knoche (* 1. Mai 1881 in Mainz; † 3. März 1970 in Braunschweig), Pianistin und Klavierlehrerin
- Friedrich August Knost (* 21. September 1899 in Osnabrück; † 22. August 1982 ebenda), Verwaltungsjurist, 1936 Kommentator der nationalsozialistischen Nürnberger Rassegesetze, 1956–64 Präsident des Niedersächsischen Verwaltungsbezirks Braunschweig
- Hermann Koch (* 29. Dezember 1899 in Harriehausen; † 10. Februar 1984 in Braunschweig), Möbelfabrikant und ab 1945 Politiker der CDU
- Adolf Otto Koeppen (* 7. November 1902 in Magdeburg; † 25. Juni 1972 in Braunschweig), Maler, Graphiker und Karikaturist
- Albrecht Köstlin (* 12. August 1905 in Ochsenhausen; † 17. Dezember 1970 in Braunschweig), Agrarökonom, Agronom und Leiter der FAL in Braunschweig-Völkenrode
- Karl Friedrich Ernst Koldewey (* 26. April 1839 in Barmke, Kreis Helmstedt; † 16. September 1909 in Braunschweig), Pädagoge und Historiker
- Julius Konegen (* 1. Juli 1857 in Königsberg/Preußen; † 9. Mai 1916 in Braunschweig), Maschinenbauingenieur und Industrieller, Mitbegründer der Braunschweiger Mühlenbauanstalt „Amme, Giesecke und Konegen“ (seit 1925 MIAG)
- Carl Koppe (* 9. Januar 1844 in Soest; † 10. Dezember 1910 in Köln), Geodät und Hochschullehrer an der TH Braunschweig, maßgeblich an der Vermessung des Gotthardtunnels (1874–75) beteiligt.
- Heinrich Koppe (* 26. März 1891 in Nordhausen; † 9. November 1963 in Braunschweig), Luftfahrtingenieur, Flugmeteorologe und Hochschullehrer an der Technischen Hochschule Braunschweig
- Karl Kordina (* 7. August 1919 in Wien; † 14. August 2005 in Braunschweig), Bauingenieur
- Georg Ludwig Korfes (* 29. Oktober 1769 in Ottenstein; † 31. Dezember 1810 in Lissabon), braunschweigischer Offizier in den Koalitionskriegen gegen Napoleon
- Hans-Joachim Kowalsky (* 16. Juli 1921 in Königsberg; † 7. September 2010 in Braunschweig), Mathematiker, Professor an der TU Braunschweig
- Peter Joseph Krahe (* 8. April 1758 in Mannheim; † 7. Oktober 1840 in Braunschweig), Architekt und Braunschweiger Hofbaumeister
- Friedrich Wilhelm Kraemer (* 10. Mai 1907 in Halberstadt; † 18. April 1990 in Köln), Architekt und von 1946 bis 1974 Professor für Gebäudelehre und Entwerfen an der TH Braunschweig, Vertreter der sogenannten „Braunschweiger Schule“
- Arnold Kramer (* 17. Mai 1863 in Wolfenbüttel; † 9. Mai 1918 in Braunschweig), Bildhauer, Schöpfer des Eulenspiegel-Brunnens
- Helmut Kramer (* 30. März 1930 in Helmstedt), Jurist und Rechtshistoriker, Richter am Oberlandesgericht Braunschweig, Gründungsmitglied und bis 2006 Vorsitzender des „Forums Justizgeschichte e. V.“, Autor von Fachbüchern zur Justizgeschichte der NS- und Nachkriegszeit
- Friedrich Kreiß (* 28. August 1842 in Ortenberg (Hessen); † 19. Oktober 1915 in Braunschweig), Gartenarchitekt. Als herzoglicher Promenadeninspektor gestaltete er zahlreiche Parkanlagen in Braunschweig.
- Fritz J. Krüger (* 28. Dezember 1941 in Stettin), Fossiliensammler und Amateur-Paläontologe
- Helmut Kruse (* 1936 in Nordhausen; † 25. Januar 2009 in Braunschweig), Kirchenmusikdirektor und Domkantor am Braunschweiger Dom, Gründer der Braunschweiger Domsingschule.
- Werner Küchenthal (* 13. Januar 1882 in Münchehof; † 20. Juni 1976 in Hedeper), Jurist, DNVP-Mitglied ab 1919, Minister in zwei Regierungen des Freistaats Braunschweig vor 1933, u. a. einer Koalition zwischen DNVP und NSDAP, NSDAP-Mitglied ab Mai 1933, in der Zeit des Nationalsozialismus Präsident der braunschweigischen Staatsbank
- Klaus-Dieter Kühbacher (* 30. Oktober 1943 in Heerlen, Niederlande; † 7. Juli 2023), Verwaltungsbeamter und Politiker (SPD), 1974–1976 Landtagsabgeordneter in Niedersachsen, 1976–90 Bundestagsabgeordneter, 1990–1995 Finanzminister in Brandenburg, 1995–2002 Präsident der Landeszentralbank Berlin/Brandenburg und Mitglied im Zentralbankrat der Deutschen Bundesbank
- Kurt Kuhnke (* 30. April 1910 in Stettin; † 8. Februar 1969), Rennfahrer und Konstrukteur
- Werner Kunkel (* 18. Juli 1922 in Magdeburg; † 1. Juli 2017 in Braunschweig), Maler, Zeichner und Grafiker
- Ferdinand Kunz (* 24. Februar 1755 in Zerbst; † 13. Februar 1825 in Braunschweig), Hochschullehrer
- Wolf-Dietrich von Kurnatowski (* 20. Dezember 1908 in Crone an der Brahe; † 9. März 1972 in Braunschweig), Kirchenrechtler und Pfarrer der Christengemeinschaft

## L
- Hans Lampe (* unbekannt; † 1604 in Braunschweig), Baumeister des Gewandhauses in Braunschweig
- Bruno Lange (1874–1931), Jurist, Präsident des Landgerichts Braunschweig
- Christian Gottlob Langwagen (* 1752 oder 1753 in Dresden; † 13. August 1805 in Braunschweig), Architekt und Braunschweiger Hofbaumeister
- Ludwig Leichtweiß (* 5. April 1878 in Eberstadt; † 11. Juli 1958 in Braunschweig), Pionier der Wasserbauforschung
- Johann Anton Leisewitz (* 9. Mai 1752 in Hannover; † 10. September 1806 in Braunschweig), Schriftsteller und Jurist
- Johannes Leitzen (* 13. November 1848 in Stadtoldendorf; † 30. Dezember 1922 in Blankenburg (Harz)), Maler und Architekt, von 1876 bis 1917 Direktor der Städtischen Gewerbeschule Braunschweig
- Walter Lerche (* 7. Oktober 1901 in Vorsfelde; † 26. Dezember 1962 in Wolfenbüttel), Jurist und während der Zeit des Nationalsozialismus Richter am Sondergericht Braunschweig
- Gotthold Ephraim Lessing (* 22. Januar 1729 in Kamenz, Kurfürstentum Sachsen; † 15. Februar 1781 in Braunschweig), Dichter und Philosoph
- Ephraim Moses Lilien (* 23. Mai 1874 in Drohobycz, Österreich-Ungarn; † 17. Juli 1925 in Badenweiler), Grafiker
- Luise Limbach (* 8. Oktober 1834 in Düsseldorf; † 10. Oktober 1909 in Berlin), Opern- und Operettensängerin
- Henry Litolff (* 6. Februar 1818 in London; † 6. August 1891 in Colombes), englischer Komponist und Pianist, lebte von 1847 bis 1860 in Braunschweig, wo er den bedeutenden Henry Litolff’s Verlag (für Musikliteratur) gründete
- Fred Jochen Litterst (* 9. Dezember 1945 in Göggingen), Physiker, Präsident der TU Braunschweig von 1999 bis 2004
- Lothar III. (* vor dem 9. Juni 1075; † 4. Dezember 1137 in Breitenwang, Tirol), auch Lothar von Süpplingenburg oder Lothar von Supplinburg genannt, Herzog von Sachsen sowie König (ab 1125) und Kaiser (ab 1133) des Heiligen Römischen Reiches
- Erich Walter Lotz (* 11. Februar 1895 in Aschersleben; † 20. Dezember 1966 in Braunschweig), von 1946 bis 1960 Oberstadtdirektor von Braunschweig, Ehrenbürger
- Georg Lübke (* 31. März 1859 in Bülstringen; † 17. Juli 1924 in Braunschweig), Hochschullehrer für Architektur an der TH Braunschweig von 1901 bis 1924
- Gebhard Levin Lüdecke (* 27. Februar 1662 in Calbe (Saale); † 27. November 1732 in Braunschweig) war über 40 Jahre Bürgermeister der Stadt Braunschweig
- Hugo Luther (* 18. November 1849 in Wolfenbüttel; † 30. Juni 1901 in Goslar), Maschinenbauingenieur und Industrieller, Leiter der Maschinenfabrik und Mühlenbauanstalt G. Luther
- Rudi Lüttge (* 19. Dezember 1922 in Ilsenburg (Harz); † 23. September 2016 in Bad Schwartau), Geher und Olympiateilnehmer

## M
- Otto Mackensen (* 14. Mai 1879 in Holzminden; † 10. Februar 1940 in Jena), Maschinenbauingenieur, Optiker und Erfinder
- Johann Ulrich Mäntz (1678–1755), braunschweigischer Hofbüchsenmacher
- Hubert Mania (* 1954), Autor und Übersetzer
- Wilhelm Mansfeld (* 7. Mai 1831 in Wolfenbüttel; † 26. August 1899 in Braunschweig), Jurist, von 1892 bis 1899 Präsident des Oberlandesgerichts Braunschweig
- Wilhelm Mansfeld (* 16. Oktober 1875 in Wolfenbüttel; † 25. Dezember 1955 in Braunschweig), Jurist, von 1945 bis 1948 Präsident des Oberlandesgerichts Braunschweig
- Marie Mathis (* 24. Oktober 1868 in Neutornow; † 30. oder 31. Juli 1935 in Braunschweig),  Sozialbeamtin und Politikerin, Landtagsabgeordnete des Freistaates Braunschweig
- Gerhard Marquordt (* 7. Juni 1881 in Wierthe; † 18. November 1950 in Braunschweig), Jurist, Verwaltungsbeamter und DVP-Politiker
- Walter Meidinger (* 7. Juni 1900 in Berlin-Charlottenburg; † 5. Februar 1965 in Braunschweig), Photochemiker an der PTB in Braunschweig (1949–1962)
- Paul Jonas Meier (* 22. Januar 1857 in Magdeburg; † 11. Februar 1946 in Braunschweig), Archäologe und von 1901 bis 1924 Direktor des Herzoglichen Museums Braunschweig (heute HAUM)
- Hans Meier-Branecke (* 4. Juli 1900 in Stadtoldendorf; † 10. April 1981 in Braunschweig), Jurist, NSDAP-Mitglied seit 1933, NS-Kriegsrichter, nach 1945 Oberlandesgerichtsrat und ab 1950 Senatspräsident am Oberlandesgericht Braunschweig
- Fritz Menzel (* 13. April 1867 in Helmstedt; † 6. Juli 1935 in Braunschweig), Forstmeister und Ornithologe
- August Merges (* 3. März 1870 in Malstatt-Burbach (Saarbrücken); † 6. März 1945 in Braunschweig), Politiker und Revolutionär sowie Mitglied verschiedener kommunistischer und syndikalistischer Organisationen.
- Franz Merkhoffer („Pferde-Franz“; * 29. November 1946), ehemaliger Fußballspieler (1968–1984, Abwehrspieler), einer der „Rekordspieler“ bei Eintracht Braunschweig
- Hans-Joachim Mertens (* 28. Oktober 1905 in Halle (Saale); † 11. April 1945 in Braunschweig), von 1943 bis 1945 amtierender Oberbürgermeister von Braunschweig
- Albert Methfessel (* 6. Oktober 1785 in Stadtilm; † 23. März 1869 in Heckenbeck bei Gandersheim), Komponist und Dirigent, Hofkapellmeister in Braunschweig
- Fritz Meyen (* 30. Mai 1902 in Weimar; † 13. Juli 1974 in Immenstadt im Allgäu), Skandinavist und Bibliothekar, von 1946 bis 1967 Direktor der Universitätsbibliothek Braunschweig
- Bernhard Meyersfeld (geb. 14. August 1841 in Einbeck; gest. 2. Oktober 1920 in Braunschweig), Bankier und Mäzen jüdischen Glaubens
- Christoph Meyns (* 22. Januar 1962 in Bad Segeberg), lutherischer Theologe, seit 2014 Landesbischof der Evangelisch-Lutherischen Landeskirche in Braunschweig
- Bianka Minte-König (* 28. Juli 1947 in Berlin), Schriftstellerin und Hochschullehrerin für Literatur-, Medien- und Theaterpädagogik an der Fachhochschule Braunschweig/Wolfenbüttel
- Richard Moderhack (* 14. Oktober 1907 in Berlin; † 14. Juli 2010 in Braunschweig), Historiker und von 1956 bis 1970 Direktor des Stadtarchivs und der Stadtbibliothek Braunschweig
- Friedrich Möhlmann (* 2. Dezember 1904 in Thedinghausen; † 9. April 1977 in Braunschweig), Luftfahrtingenieur und von 1955 bis 1969 erster Direktor des Luftfahrt-Bundesamtes in Braunschweig
- Jürgen Moll (* 16. November 1939; † 16. Dezember 1968), als Fußballspieler (1958–1968), einer der „Rekordspieler“ und „Torschützenkönige“ bei Eintracht Braunschweig
- Lienhard von Monkiewitsch (* 23. März 1941 in Steterburg), deutscher Maler, Zeichner und Grafiker, Professor (HBK Braunschweig)
- Willy Moog (* 22. Januar 1888 in Neuengronau; † 24. Oktober 1935 in Braunschweig), Philosoph und Hochschullehrer an der TH Braunschweig
- Gerd-Peter Münden (* 1966), deutscher Kirchenmusiker und Komponist, Domkantor und Leiter der Braunschweiger Domsingschule

## N
- Wilhelm Neddermeier (* 20. Januar 1885 in Bienrode bei Braunschweig; † 11. Dezember 1964 in Braunschweig), Gewerkschaftsfunktionär und Politiker (SPD)
- Adolf Nickol (1824–1905), Maler
- Georg Niemeier (* 25. Oktober 1903 in Soest; † 22. März 1984 in Bad Nauheim), Geograph, in der Zeit des Nationalsozialismus NSDAP- und SA-Mitglied, verantwortlich für die „weltanschauliche Schulung“ im NS-Lehrerbund, Hochschullehrer in Göttingen, Münster und Straßburg, 1956–1966 Hochschullehrer an der TH Braunschweig
- Bernhard Noeldechen (* 8. August 1848 in Hannover; † 12. Februar 1919 in Braunschweig), Kammersänger. Er war von 1875 bis 1915 am Braunschweiger Hoftheater tätig.
- Klaus Nührig (* 31. Oktober 1958 in Wrestedt), deutscher Schriftsteller und Lyriker

## O
- Werner Oehlmann (* 1901 in Schöppenstedt bei Braunschweig; † 1985), Musikkritiker, Musikpädagoge, Autor, in der Zeit des Nationalsozialismus Konzertbegleiter und Musikreferent in Berlin, Veröffentlichungen in NS-Zeitschriften, 1946 bis 1948 Leiter der Städtischen Musikschule Braunschweig, 1950 bis 1966 Musikredakteur beim Berliner Tagesspiegel
- Sepp Oerter (* 24. September 1870 in Straubing; † 14. Dezember 1928 in Braunschweig), Politiker. Er war zunächst Mitglied verschiedener anarchistischer und später sozialistischer Gruppierungen und Parteien, so der USPD und der SPD und nach seiner Abwendung von der Linken der NSDAP.
- Dieter Oesterlen (* 5. April 1911 in Heidenheim an der Brenz; † 6. April 1994 in Hannover), Architekt und von 1952 bis 1976 Professor für Gebäudelehre und Entwerfen an der TH Braunschweig, Vertreter der sogenannten „Braunschweiger Schule“
- Hermann Oetting (* 27. März 1937 in Gladbeck), Ingenieur und Politiker (SPD), 1971–1975 Bundestagsabgeordneter
- Justus Oldekop (* 1597 in Hildesheim; † 19. Februar 1667 in Wolfenbüttel), Jurist und Diplomat, sowie engagierter Kämpfer gegen Hexenprozess und -wahn.
- Dietrich Oldenburg (* 19. Januar 1933 in Berlin), Schriftsteller, Direktor des Arbeitsamtes Braunschweig 1970–1975
- Karl Heinrich Olsen (* 20. Dezember 1908 in Graudenz; † 12. Februar 1996 in Braunschweig), Agrarwissenschaftler, Hochschullehrer an der TU Braunschweig, Generalsekretär der FAL, Präsident der BWG
- Otto IV. von Braunschweig (* 1175/76; † 19. Mai 1218 auf der Harzburg), römisch-deutscher Kaiser

## P
- Wilhelm Peukert (* 16. Mai 1855 in Hodkovice nad Mohelkou (Liebenau); † 15. April 1932 in Braunschweig), Ingenieur, Hochschullehrer für Elektrotechnik an der TU Braunschweig
- Wilhelm Karl Petzold (* 8. Februar 1848 in Keutschen; † 24. Juli 1897 in Pouch), Geograph und Botaniker. Er war Professor an der Oberrealschule in Braunschweig.
- Hermann Pfeifer (* 7. April 1859 in Wöllershof; † 24. Januar 1940 in Creußen), Architekt und Hochschullehrer an der TH Braunschweig
- Georg Heinrich Pfeiffer (* 1662 in Hamburg; † 4. April 1734 in Braunschweig), lutherischer Theologe, Pastor an der Katharinenkirche und Bibliothekar. Seine Privatbibliothek zählte rund 5500 Bände.
- Carl Pfleiderer (* 3. Juli 1881 in Waiblingen; † 7. August 1960 in Braunschweig), Maschinenbauingenieur und Hochschullehrer an der Technischen Hochschule Braunschweig. Er entwickelte die theoretischen Grundlagen des modernen Kreiselpumpenbaus.
- Ernst Pieper (* 20. Dezember 1928 in Gerolstein; † 4. Februar 1995 in Braunschweig), deutscher Industriemanager
- Agnes Pockels (* 14. Februar 1862 in Venedig; † 21. November 1935 in Braunschweig), Chemikerin
- August Pockels (* 29. Oktober 1791 in Einbeck; † 9. Dezember 1840 in Braunschweig), Militärarzt
- Caroline Pockels (* 27. April 1828 in Benzingerode; † 28. März 1900 in Braunschweig), Portraitmalerin
- Karl Friedrich Pockels (* 15. November 1757 in Wörmlitz bei Halle (Saale); † 29. Oktober 1814 in Braunschweig), populär-philosophischer Schriftsteller und braunschweigischer Hofrat. Er wurde als Biograph Herzog Karl Wilhelm Ferdinands bekannt.
- Wilhelm Pockels (* 19. Juli 1832 in Wolfenbüttel; † 13. Januar 1904 in Braunschweig), Oberbürgermeister der Stadt Braunschweig von 1879 bis 1904
- Werner Pöls (* 15. März 1926 in Manker bei Fehrbellin; † 21. Februar 1989 in Braunschweig), Historiker und CDU-Politiker
- Ludwig Popp (* 3. Juli 1911 in Kulmbach; † 24. Mai 1993 in Bimöhlen in Holstein), Bakteriologe, Hochschullehrer an der TH Braunschweig
- Carl von Praun (* 13. Mai 1732 in Wolfenbüttel; † 30. März 1808 in Braunschweig), Jurist, braunschweigischer Berghauptmann und Kammerpräsident
- Georg Septimus Andreas von Praun (* 4. August 1701 in Wien; † 30. April 1786 in Braunschweig), braunschweigischer Staatsmann, Archivar, Bibliothekar, Historiker und Numismatiker
- Rudolf Prescher (* 19. März 1912 in Dresden; † 15. Juni 1997 in Braunschweig) beim Bombenangriff vom 15. Oktober 1944 maßgeblich an der Rettung von ca. 23.000 vom Feuer eingeschlossener Menschen beteiligt
- Viktoria Luise von Preußen, Herzogin zu Braunschweig-Lüneburg, Prinzessin von Hannover, Prinzessin von Großbritannien und Irland (* 13. September 1892 in Potsdam; † 11. Dezember 1980 in Hannover), lebte jahrzehntelang in Riddagshausen
- Philipp Ludwig Probst (* 25. März 1633 in Gandersheim; † 17. November 1718 in Braunschweig), auch Probst von Wendhausen genannt, fürstlich braunschweig-lüneburgischer Premierminister, Kanzler und Landsyndikus

## Q
- Adolf Quast (* 6. September 1910 in Hildesheim; † 21. Juli 2014 in Celle), Theologe und Domprediger am Braunschweiger Dom St. Blasii
- Adolf Quensen (* 2. März 1851 in Gandersheim; † 16. April 1911 in Helwan/Ägypten), Braunschweiger Hofdekorations- und Kirchenmaler
- Georg Querfurth (* 30. Januar 1838 in Tiefenbach; † 27. November 1902 in Braunschweig), Maschinenbauingenieur und Hochschullehrer.

## R
- Margarethe Raabe (* 17. Juli 1863 in Stuttgart; † 17. März 1947 in Wolfenbüttel), Malerin, Tochter und Nachlassverwalterin des Dichters Wilhelm Raabe
- Wilhelm Raabe (* 8. September 1831 in Eschershausen; † 15. November 1910 in Braunschweig), Schriftsteller des deutschen Realismus (z. B. „Die Chronik der Sperlingsgasse“, „Der Hungerpastor“)
- Walter Ramme (* 28. Januar 1895 in Glentorf; † unbekannt), Schwimmer; startete für den MTV Braunschweig
- Otto Rasche (1859–1933), Architekt und Braunschweiger Stadtverordneter
- Friedrich Wilhelm von Rauch (* 3. Januar 1827 in Potsdam; † 25. März 1907 in Schwerin) Kommandeur des Braunschweigischen Husaren-Regiments Nr. 17 (Braunschweiger Husaren) 1869 bis 1876, später Generalleutnant
- Paul-Josef Raue (* 13. Juni 1950 in Castrop-Rauxel; † 11. März 2019), Journalist, Sachbuchautor, 2001–09 Chefredakteur der Braunschweiger Zeitung
- Bernd Rebe (* 5. September 1939 in Braunlage; † 12. Dezember 2013 in Braunschweig), Rechtswissenschaftler, Präsident der TU Braunschweig von 1983 bis 1999
- Philipp Julius Rehtmeyer (* 21. Februar 1678 in Schliestedt; † 7. Dezember 1742 in Braunschweig), Pastor und Landeshistoriker
- Bartold Reiche (um 1520–1589), Jurist und herzoglicher Rat, Dechant an St. Blasii, Sprecher der Landschaft
- Carola Reimann (* 25. August 1967 in Goch), Biotechnologin, Politikerin (SPD), seit 2000 Bundestagsabgeordnete
- Otto Reinke (* 2. Februar 1852 in Naugard in Hinterpommern; † 16. Oktober 1943 in Braunschweig), Apotheker, Chemiker und Hochschullehrer an der Technischen Hochschule Braunschweig
- Hans Reinowski (* 28. Januar 1900 in Bernburg; † 3. Januar 1977), SPD-Politiker
- Hugo Retemeyer (* 24. April 1851 in Mascherode [seit 1974 zu Braunschweig]; † 17. März 1931 in Braunschweig), Oberbürgermeister der Stadt Braunschweig von 1904 bis 1925
- Philip Christian Ribbentrop (* 25. März 1737 in Detmold; † 26. März 1797 in Braunschweig), Jurist, Schriftsteller und Chronist
- Egon Richter (1928–2020), Physiker, von 1968 bis 1993 Hochschullehrer an der TU Braunschweig
- Friedrich Wilhelm Richter (* 14. Februar 1727 in Halle (Saale); † 27. Juli 1791 in Braunschweig), Generalsuperintendent des Fürstentums Wolfenbüttel
- Hermann Riedel (* 2. Januar 1847 in Burg (bei Magdeburg); † 6. Oktober 1913 in Braunschweig), Komponist
- Friedrich Adolf Riedesel (* 3. Juni 1738 in Lauterbach/Hessen; † 6. Januar 1800 in Braunschweig), befehligte braunschweigische Truppen während des Amerikanischen Unabhängigkeitskrieges
- Herman Riegel (* 27. Februar 1834 in Potsdam; † 12. August 1900 in Braunschweig), Kunsthistoriker, Direktor des Herzog Anton Ulrich-Museums, Gründer des Allgemeinen Deutschen Sprachvereins
- Heinrich Rieke (* 10. Juni 1843 in Teichhütte; † 21. Juli 1922 in Braunschweig), SPD-Politiker und Gewerkschafter
- Heinrich Röcke (* 13. Mai 1914 in Danzig; † 7. April 2006 in Murnau am Staffelsee), Architekt und Hochschullehrer an der TU Braunschweig
- Anna Roleffes (* um 1600 in Harxbüttel; † 30. Dezember 1663 in Braunschweig), landläufig „Tempel Anneke“ genannt; war eine der letzten Frauen, die in der Stadt Braunschweig als „Hexe“ angeklagt und hingerichtet wurde
- Jacob Ludwig Römer (* 1770 in Einbeck; † 1855 in Braunschweig), Lehrer am Katharineum, dann herzoglicher Regierungsbeamter, Schriftsteller
- Ferdinand Rostásy (* 4. Mai 1932 in Wien; † 16. August 2018), Baustoffwissenschaftler
- Jürgen Röttger (* 1550/51 in Schlesien; † 14. Oktober 1623 in Braunschweig), Braunschweiger Bildhauer
- Nina Ruge (* 24. August 1956 in München), Fernsehmoderatorin, Buchautorin und Journalistin
- Gutmann Rülf (* 3. Dezember 1851 in Rauischholzhausen; † 17. Dezember 1915 in Braunschweig), von 1884 bis 1915 braunschweigischer Landesrabbiner
- Heinrich Christian Rust (* 9. August 1953 in Bückeburg; † 16. September 2024 in Bad Homburg vor der Höhe), Theologe und Buchautor, seit 2003 Pastor der Braunschweiger Friedenskirche

## S
- Wilhelm Sagebiel (* 9. Dezember 1855 in Boitferde bei Hameln; † 24. März 1940 in Braunschweig), braunschweigischer Hofbildhauer
- Karl Ludwig Ferdinand Sallentien (* 22. Oktober 1780 in Cattenstedt; † 16. April 1848 in Braunschweig), lutherischer Theologe, General- und Stadtsuperintendent in Braunschweig.
- Herz Samson (* 1738 in Wolfenbüttel; † 12. oder 23. Dezember 1794 in Braunschweig), braunschweigischer Hofbankier und Kammerrat jüdischer Herkunft
- Malte Sartorius (* 8. November 1933 in Waldlinden/Ostpreußen, † 11. September 2017 in Braunschweig), Hochschullehrer an der Hochschule für Bildende Künste Braunschweig
- Hermann Schaefer (* 16. Juni 1907 in Wuppertal-Elberfeld; † 7. November 1969 in Braunschweig), Mathematiker und Hochschullehrer für Technische Mechanik an der TH Braunschweig
- Hans Schäfer (* 6. Dezember 1913 in Jebel, Banat; † 19. Juli 1989 in Braunschweig), Jurist und Politiker (FDP, SPD). Er war von 1970 bis 1976 Justizminister des Landes Niedersachsen.
- Peter Schanz (* 10. Juli 1957 in Bamberg) Autor, Dramaturg und Regisseur
- Günter Scheel (* 9. Februar 1924 in Rathenow; † 26. September 2011 in Tutzing), Historiker und Archivar, von 1979 bis 1989 Direktor des Niedersächsischen Staatsarchivs Wolfenbüttel, Ehrenmitglied des Braunschweigischen Geschichtsvereins
- Adolf Scheffler (1828–1913), Maschinenbauingenieur und Hochschullehrer an der TH Braunschweig
- Georg Anton Christoph Scheffler (21. Oktober 1762 in Wolfenbüttel; † 21. Februar 1825 in Braunschweig), Rektor des Martineums, des Katharineums und Direktor beim Collegium Carolinum
- Christian Scherer (* 24. August 1859 in Kassel; † 15. August 1935 in Braunschweig), Kunsthistoriker, von 1895 bis 1924 Museumsinspektor am Herzoglichen Museum in Braunschweig
- Hubert Schlebusch (* 28. Juni 1893 in München-Gladbach; † 20. Oktober 1955 in Braunschweig), Lehrer, SPD-Politiker und 1945/46 erster Nachkriegs-Ministerpräsident des Landes Braunschweig, 1946–1955 Präsident des Niedersächsischen Verwaltungsbezirks Braunschweig
- Albert Schmid (* 18. Juli 1812 in Leinde; † 14. November 1891 in Braunschweig), erster Präsident der Oberlandesgerichts Braunschweig
- Konrad Arnold Schmid (* 23. Februar 1716 in Lüneburg; † 16. November 1789 in Braunschweig), Schriftsteller und Philologe
- Ernst Schmidt (* 11. Februar 1892 in Vögelsen bei Lüneburg; † 22. Januar 1975 in München), Thermodynamiker und Hochschullehrer an der TH Braunschweig
- Hans Werner Schmidt (* 17. März 1904 in Bitterfeld; † 8. Juni 1991 in München), von 1936 bis 1969 Leiter der Graphischen Sammlung des Herzog Anton Ulrich-Museums; rettete dessen Sammlungen vor dem Bombenkrieg
- Walter Schmidt (* 2. August 1937), ehemaliger Fußballspieler (1959–1969, Rechter Läufer und Mittelfeldspieler), einer der „Rekordspieler“ bei Eintracht Braunschweig
- Adolf Schmidt-Bodenstedt (* 9. April 1904 in Fallersleben; † 18. August 1981 in Bad Harzburg), Lehrer, NS-Funktionär und Politiker
- Karl von Schmidt-Phiseldeck (* 4. April 1835 in Wolfenbüttel; † 11. Oktober 1895 in Braunschweig), Jurist, Archivar und Präsident des Konsistoriums der Braunschweigischen Landeskirche
- Ewald Schnug (* 1954 in Hachenburg), Agrarwissenschaftler, Hochschullehrer und Forscher, Ehren-Präsident des Internationalen Wissenschaftlichen Zentrums für Düngung (CIEC)
- Johann Schorkop (um 1440–1509), Theologe, Kanoniker von St. Blasius und Büchersammler
- Hermann Schrader (* 12. Juni 1844 in Braunschweig; † 12. September 1899 in Holzminden), Abgeordneter im Braunschweigischen Landtag
- Helmut C. Schulitz (* 17. Juli 1936 in Bublitz), Architekt und von 1982 bis 2001 Hochschullehrer an der TU Braunschweig
- Karl Schultes (* 9. Juli 1822 in Schloss Triesdorf bei Ansbach; † 9. Juli 1904 in Hannover),  Schauspieler, Regisseur und Schriftsteller
- Walter Hans Schultze (* 15. Juni 1880 in Tokio; † 27. April 1964), Mediziner und Hochschullehrer, von 1909 bis 1949 Leiter des Pathologischen Instituts am Landeskrankenhaus in Braunschweig
- Karl von Schwartz (* 1. November 1873 in Erkerode; † 30. Januar 1943 in Braunschweig), evangelisch-lutherischer Pfarrer und Domprediger am Braunschweiger Dom
- Michael Schwarz (* 14. Januar 1940 in Greifswald; † 4. Januar 2021 in Braunschweig), Kunsthistoriker, 1983–2004 Hochschullehrer an der Hochschule für Bildende Künste Braunschweig, 1994–2004 deren Präsident, 1997–2001 Sprecher der Konferenz der Präsidentin, Präsidenten, Rektorin und Rektoren deutscher Kunsthochschulen
- Hans-Christoph Seebohm (* 4. August 1903 in Emanuelssegen/Oberschlesien; † 17. September 1967 in Bonn), Politiker (DP und CDU), 1947–1963 Präsident der IHK in Braunschweig und mehrfach Minister des Landes Niedersachsen und der Bundesrepublik Deutschland
- Friedrich Seele (* 15. Mai 1819 in Minden; † 6. Juli 1859 in Braunschweig), Kaufmann, Unternehmer und Braunschweiger Stadtrat
- Georg Segler (1906–1978) war ein deutscher Agrarwissenschaftler, Ingenieur, Autor und Erfinder
- Hermann Seidel (* 13. Juli 1856 in Schwerin; † 8. November 1895 in Braunschweig), Mediziner, Chefarzt der chirurgischen Abteilung des Landeskrankenhauses
- Johannes Selenka (* 25. Juni 1801 in Hochheim am Main; † 14. Mai 1871 in Braunschweig), Buchbinder, Wegbereiter der deutschen Handwerkerbewegung und Handwerksordnung sowie Mitbegründer einer Vorläufereinrichtung der Hochschule für Bildende Künste Braunschweig (HBK)
- Eugen Sierke (* 2. September 1845 in Saalfeld, Ostpreußen; † 21. November 1925 in Braunschweig), Kulturhistoriker und Zeitungsredakteur
- Hans Sievers (* 25. Februar 1893 in Hamburg; † 16. Februar 1965 in Kiel), Pädagoge und SPD-Politiker, von 1927 bis 1930 braunschweigischer Justiz- und Volksbildungsminister
- Julius Spiegelberg (* 18. Februar 1833 in Peine; † 24. Januar 1897 in Köln), Unternehmer, Gründer der ersten Jutespinnerei auf dem europäischen Festland und der „Braunschweigischen Aktiengesellschaft für Jute- und Flachs-Industrie“
- Werner Spieß (* 5. Februar 1891 in Düsseldorf; † 7. Dezember 1972 in Braunschweig), Archivar, von 1935 bis 1956 Direktor des Stadtarchivs und der Stadtbibliothek Braunschweig
- Erko Stackebrandt (* 9. Juni 1944 in Hamburg), Mikrobiologe, Hochschullehrer an der TU Braunschweig, Direktor der Deutsche Sammlung von Mikroorganismen und Zellkulturen
- Richard Stegemann (* 16. August 1856 in Groß Wanzleben; † 15. Mai 1925 in Bad Harzburg), Ökonom und Handelskammer-Sekretär von 1894 bis 1924 in Braunschweig
- Bodo Steigerthal (* 27. Oktober 1872 in Köchingen; † 5. Oktober 1937 in Braunschweig), evangelisch-lutherischer Pfarrer, Kirchenrat und Abgeordneter des Braunschweigischen Landtags
- Karl Steinacker (* 2. September 1872 in Wolfenbüttel; † 31. Januar 1944 in Braunschweig), Kunsthistoriker und von 1910 bis 1935 Leiter des Vaterländischen Museums Braunschweig
- Gustav Steinbrecher (* 3. Februar 1876 in Groß Beckern bei Liegnitz; † 30. Januar 1940 im KZ Mauthausen), Buchdrucker, Arbeitersekretär, SPD-Politiker und braunschweigischer Landesminister
- Hans Steinbrecher (1890–1959), Chemiker, Hochschullehrer an der TH Braunschweig
- Theodor Steinweg (* 1825 in Seesen; † 1889 in Braunschweig), Klavierbauer
- Thorsten Stelzner (* 19. März 1963 in Wolfenbüttel), Lyriker, Satiriker, Verleger und Galerist
- Alfred Sternthal (* 25. September 1862 in Köthen; † 24. April 1942 in Chicago), Dermatologe, Pionier der dermatologischen Strahlentherapie und Kämpfer für öffentliche Gesundheitspflege
- August Stisser (* 13. September 1671 in Oebisfelde; † 21. Mai 1741 in Braunschweig), lutherischer Theologe, Superintendent in Braunschweig
- Johann Heinrich Stobwasser (* 16. November 1740 in Lobenstein; † 31. August 1829 in Braunschweig), Lackwarenfabrikant
- Günter-Helge Strickstrack (* 28. Mai 1921 in Wieda; † 20. Juli 2020 in Hannover), Textilunternehmer und seit 1945 Politiker der CDU
- Hans Stubbe (1868–1948), Architekt und Hochschullehrer an der TH Braunschweig
- Georg Christoph Sturm (getauft 23. November 1698 in Wolfenbüttel; beerdigt 9. April 1763 in Braunschweig), Architekt des Spätbarock und erster Braunschweiger Hofbaumeister
- Hermann von Stutterheim (* 7. Oktober 1843 in Holzminden; † 15. Januar 1909 in Braunschweig), Landgerichtsdirektor
- Die Musiker von Such a Surge
- Albert Sukop (* 24. November 1912 in Klein Lafferde; † 9. Mai 1993), Fußballnationalspieler, von 1924 bis 1948 bei Eintracht Braunschweig aktiv

## T
- Carl Tappe (* 31. Juli 1816 in Schöppenstedt; † 8. Mai 1885 in Braunschweig), Braunschweiger Stadtbaurat
- Werner Thamm (* 24. August 1926 in Klein Korbetha; † 20. Oktober 1987 in Braunschweig), Fußballspieler, Rekordtorschütze von Eintracht Braunschweig
- Matthias Theisen (* 30. Januar 1885 in Essen; † 10. April 1933 in Braunschweig), deutscher Politiker (zunächst der KPD, dann der SPD) in Braunschweig, der von der SS ermordet wurde
- Wilhelm Erdmann Florian von Thielau (* 19. Mai 1800 auf Gut Niedersickte; † 12. November 1865 in Braunschweig), Politiker (u. a. Mitglied der Frankfurter Nationalversammlung)
- Daniel Thulesius (* 6. Mai 1889 in Hamburg; † 3. April 1967 in Braunschweig), Architekt und von 1918 bis 1957 Hochschullehrer an der Technischen Hochschule Braunschweig
- Heinrich Emil Timerding (* 23. Januar 1873 in Straßburg; † 1945 in Braunschweig), Mathematiker und Hochschullehrer an der TH Braunschweig
- Fritz Timme (* 20. Juni 1903 in Celle; † 26. Mai 1976 in Braunschweig), Historiker und Hochschullehrer an der TH Braunschweig
- Ludger tom Ring der Jüngere (* 1522 in Münster; † vor dem 22. Mai 1584 in Braunschweig), Maler
- Johann Friedrich Julius Topp (* 29. Juli 1735 in Celle; † 30. März 1784 in Wolfenbüttel), Arzt und Schriftsteller, Hausarzt und Freund Lessings
- Sergei Traustel (* 30. Juli 1903 in Sankt Petersburg; † 9. Februar 1975 in Braunschweig), Maschinenbauingenieur und Hochschullehrer an der TU Braunschweig
- Paul Trautmann (* 24. Februar 1881 in Staßfurt; † 13. August 1929 in Braunschweig), Braunschweiger Oberbürgermeister von 1925 bis 1929
- Franz Trinks (* 19. Juni 1852 in Helmstedt; † 2. Oktober 1931 in Braunschweig), Erfinder der ersten schreibenden Rechenmaschine der Welt
- Anna Tuckermann (* 30. November 1595 in Celle; † 30. Juni 1678 in Braunschweig), Waisenhausstifterin. Das von ihr 1677 ins Leben gerufene Tuckermannsche Waisenhaus in Braunschweig bestand bis 1935.

## U
- August Uhde (* 26. April 1807 in Königslutter; † 25. Juli 1861 in Braunschweig), Astronom, Mathematiker und Hochschullehrer am Collegium Carolinum
- Karl Uhde (* 21. August 1813 in Hohegeiß; † 1. September 1885 in Braunschweig), Chirurg, von 1844 bis 1885 Leiter des herzoglichen Krankenhauses zu Braunschweig
- Lothar Ulsaß (* 9. September 1940 in Hannover, † 16. Juni 1999 in Wien), Fußballspieler (1964–1971, Mittelstürmer), einer der „Torschützenkönige“ bei Eintracht Braunschweig

## V
- Franz Varrentrapp (* 29. August 1815 in Frankfurt am Main; † 4. März 1877 in Braunschweig), Chemiker und Unternehmer, Mitbegründer der Braunschweiger Konservenindustrie
- Eduard Vieweg (* 15. Juli 1797 in Berlin; † 1. Dezember 1869 in Braunschweig), Verleger
- Friedrich Vieweg (* 11. März 1761 in Halle (Saale), † 25. Dezember 1835 in Braunschweig), Verleger und Gründer des Vieweg-Verlags
- Johann Caspar von Völcker (* 21. Januar 1655 in Lüneburg; † 10. September 1730 in Braunschweig), Ingenieur, Architekt, Braunschweiger Festungsbaudirektor und Generalmajor
- Peter Wilhelm Friedrich von Voigtländer (* 17. November 1812 in Wien; † 8. April 1878 in Braunschweig), Optiker und Fotopionier

## W
- Rudolf Wassermann (* 5. Januar 1925 in Letzlingen; † 13. Juni 2008 in Goslar), Jurist und Rechtswissenschaftler, 1971–1990 Präsident des Oberlandesgerichts Braunschweig, 1969–1980 stv. bzw. Bundesvorsitzender der Arbeitsgemeinschaft sozialdemokratischer Juristen, 1976–1990 Präsident des Niedersächsischen Landesjustizprüfungsamts, 1977–2000 Mitglied des Niedersächsischen Staatsgerichtshofs, Initiator der als „Wassermann-Modell“ bezeichneten einstufigen Juristenausbildung an der Universität Hannover, Gesamtherausgeber der Reihe Alternativkommentare des Luchterhand-Verlags
- Erna Wazinski (* 7. September 1925 in Ihlow; † 23. November 1944 in Wolfenbüttel), Rüstungsarbeiterin, die im Alter von 19 Jahren vom Sondergericht Braunschweig zum Tode verurteilt wurde.
- Friedrich Weber (* 27. Februar 1949 in Ehringshausen/Wetzlar; † 19. Januar 2015 in Frankfurt am Main), lutherischer Theologe, 2002–2014 Landesbischof der Evangelisch-Lutherischen Landeskirche in Braunschweig
- Jürgen Weber  (* 14. Januar 1928 in Münster; † 16. Juni 2007 am Pou d’es Lleó auf Ibiza), Bildhauer und von 1961 bis 2000 Professor für Elementares Formen an der TU Braunschweig, Schöpfer der Skulpturen Dionysos (1973), Ringerbrunnen (1974), Die große Verweigerung (1975) und der Monumentalsäule 2000 Jahre Christentum (2006)
- Friedrich Wehrstedt (* 30. April 1860 in Bodenburg; † 7. Juni 1947 in Braunschweig), Maschinenfabrikant
- Katharina Weise (* 14. April 1888 in Stettin; † 1975 in Braunschweig), Schriftstellerin
- Pascha Johann Friedrich Weitsch (* 16. Oktober 1723 in Hessen am Fallstein; † 6. August 1803 in Salzdahlum), Landschaftsmaler und Zeichner
- Ehm Welk (* 29. August 1884 in Biesenbrow [Ortsteil von Angermünde]; † 19. Dezember 1966 in Bad Doberan), Schriftsteller, zwischen 1910 und 1919 Journalist in Braunschweig. Sein Roman „Im Morgennebel“ gibt die Ereignisse der Novemberrevolution in der Stadt wieder, 1934 nach öffentlicher Kritik der NS-Pressezensur kurzzeitige Internierung im KZ Oranienburg, in der DDR Volkshochschulgründer und bekannter Schriftsteller
- Martin Weller (* 1955 in Helmstedt), Solotrompeter und ehemaliger Orchesterdirektor, wirkte von 1983 bis 2022 am Staatstheater Braunschweig
- Dr. med. Hildegard Wesse, geborene Irmen (* 28. März 1911 in Strotzbüsch; † 27. Mai 1997 in Braunschweig) war als Ärztin an den Euthanasieverbrechen der Nationalsozialisten beteiligt.
- Alexander Wernicke (* 3. Januar 1857 in Görlitz; † 30. März 1915 in Braunschweig), Schulmann und Hochschullehrer
- Wilfried Wester-Ebbinghaus (* 17. Januar 1947 in Bielefeld; † 12. Juli 1993 in der Nordsee) war von 1986 bis zu seinem Tod Hochschullehrer für Photogrammetrie und Kartographie an der TU Braunschweig
- George Westermann (* 23. Februar 1810 in Leipzig; † 7. September 1879 in Wiesbaden), Verleger
- Gottlob Wiedebein (* 21. Juli 1779 in Eilenstedt bei Halberstadt; † 17. April 1854 in Braunschweig), Hofkapellmeister am „Herzoglichen Hoftheater“ und Komponist
- Arend Joachim Friedrich Wiegmann (* 30. März 1770 in Hadersleben; † 12. März 1853 in Braunschweig), Apotheker und Botaniker, Dozent am Collegium Carolinum
- Johannes Winkler (* 29. Mai 1897 in Bad Carlsruhe; † 27. Dezember 1947 in Braunschweig), Raumfahrtpionier, startete 1931 die erste europäische Flüssigkeitsrakete, in der Zeit des Nationalsozialismus Fortsetzung seiner Tätigkeit in den Junkerswerken, im Zweiten Weltkrieg zunächst Luftfahrtforschungsanstalt Hermann Göring (LFA), ab 1941 Aerodynamische Versuchsanstalt, 1945–1947 Berichte an die Royal Air Force über seine Raketenforschungen
- Adolf Wirk (1814–1891), Jurist und Politiker, braunschweigischer Staatsminister und Mitglied des Regentschaftsrates
- Hans Witte (1881–1925), Physiker, Hochschullehrer an der TH Braunschweig
- Carl Wolf (* 28. März 1820 in Blankenburg; † 21. August 1876 in Oels), Architekt
- Carl von Wolff (1856–1935), Jurist und braunschweigischer Staatsminister
- Gustav Anton von Wolffradt (* 1. September 1762 in Bergen auf Rügen; † 13. Januar 1833 ebenda), Jurist, Beamter im Fürstentum Braunschweig-Wolfenbüttel und Staatsminister im Königreich Westphalen
- Ronald Worm („Ronnie“; * 7. Oktober 1953 in Duisburg), Fußballtrainer, ehemaliger Fußballspieler (1979–1987, Stürmer), einer der „Torschützenkönige“ bei Eintracht Braunschweig

## Z
- Johannes Zahlten (1938–2010), Kunsthistoriker und Bronzegießer, Hochschullehrer an der Universität Stuttgart und der Hochschule für Bildende Künste Braunschweig (HBK)
- Johann Zanger der Ältere (* November 1517 in Innsbruck; † 5. April 1587 in Braunschweig), Musiktheoretiker, Jurist und lutherischer Theologe
- Heinz Zeebe (* 27. November 1915 in Berlin; † 17. April 1983 in Braunschweig), Dirigent und von 1946 bis 1981 Erster Kapellmeister am Staatstheater Braunschweig
- Georg Heinrich Zincke(n) (* 27. September 1692 in Altenroda; † 15. August 1769 in Braunschweig), früher Wirtschaftswissenschaftler, ab Februar 1746 Kurator am neu gegründeten Collegium Carolinum
- Ludwig Zinkeisen (* 3. Juni 1779 in Hannover; † 28. November 1838 in Braunschweig), Geiger, Violinpädagoge und Komponist
- Ernst Zörner (* 27. Juni 1895 in Nordhausen; seit 1945 verschollen, 1960 für tot erklärt), Kaufmann, seit 1922 NSDAP-Mitglied, NSDAP-Politiker, 1930 Präsident des Braunschweigischen Landtages, Beteiligung an der Einbürgerung Adolf Hitlers, Mitglied des Reichstages und Oberbürgermeister von Dresden.